# New Zealand Breakers
Los New Zealand Breakers son un equipo de baloncesto neozelandés con sede en la ciudad de Auckland, que compite en la NBL, la principal categoría del baloncesto oceánico. Disputa sus partidos en el North Shore Events Centre, con capacidad para 4500 espectadores.

## Historia
Los Breakers son el primer equipo de fuera de Australia en competir en la NBL. En su primera temporada en la liga consiguieron acabar en la décima posición, estrenándose en la competición con una victoria sobre los Adelaide 36ers en un abarrotado North Shore Events Centre. En la temporada 2007-08 dan un salto de calidad, clasificándose por vez primera para los play-offs, derrotando a los Cairns Taipans en primera ronda, pero cayendo en cuartos de final.
Su mejor actuación en la liga se produciría al año siguiente, cuando llegaron a las semifinales de la liga, perdiendo ante Melbourne Tigers por 2-0.

## Palmarés
- NBL
  - Campeón (1): 2011

## Jugadores destacados
- Derrick Alston
- Awvee Storey